# Slaget om Tora Bora
Slaget om Tora Bora var en militær kamp, der fandt sted i det østlige Afghanistan mellem 30. november og 17. december 2001. Det var en del af USA's invasion af Afghanistan. Formålet med operationen var at fange eller dræbe Osama bin Laden, lederen af den militante jihadistiske organisation, al-Qaeda. Osama bin Laden var anset for at være ansvarlig for terrorangrebene den 11. september, som fandt sted tre måneder tidligere. Tora Bora er et hulekompleks beliggende i bjergkæden Spīn Ghar nær Khyberpasset. USA hævdede at al-Qaeda havde sit hovedkvarter i denne bjergkæde, og at det var bin Ladens skjulested på det tidspunkt.

## Baggrund
I forbindelse med "Operation Cyclone", et CIA-program iværksat i 1980'erne for at støtte mujahedin-krigerne i deres kamp mod det kommunistiske afghanske styre under den sovjetiske invasion, hjalp amerikanerne med at udvide og styrke hulerne ved Tora Bora. På dette tidspunkt støttede amerikanerne den afghanske modstandsbevægelse. Men senere dannede islamistiske fundamentalister Taliban, der tog magten i Afghanistan i 1996 og begyndte at håndhæve deres ekstreme fortolkning af islam. Huleområderne blev også tidligere brugt af stammekrigere til at forsvare mod angreb fra fjendtlige styrker, da det vanskelige terræn i området dannede en naturlig forsvarsposition.
Efter terrorangrebene den 11. september 2001 lancerede amerikanerne "Operation Enduring Freedom" for at vælte Taliban regimet, som beskyttede Osama bin Laden der opholdt sig i Afghanistan på det tidspunkt. For at opnå dette samarbejdede det amerikanske militær med Den Nordlige Alliance, som var en oprørsgruppe der på det tidspunkt kæmpede en guerillakrig mod Taliban. Ved hjælp af luftangreb og landoperationer indtog amerikanerne og dets allierede hurtigt landet og væltede Taliban regimet. Den 13. november 2001 indtog den nordlige alliance hovedstaden Kabul.
Amerikanerne holdt nøje øje med Osama bin Ladens bevægelser i håbet om at spore og fange ham. Den 10. november 2001 blev han set kørende nær byen Jalalabad i en konvoj bestående af 200 varebiler, som bevægede sig i retning mod hans træningslejr ved Tora Bora bjergkæden. Det var forventet, at Osama bin Laden ville gøre Tora Bora til et sidste sted for konfrontation mod amerikanerne i håbet om at gentage sin tidligere sejr mod sovjetiske styrker i slaget ved Jaji i 1987. Den amerikanske vicepræsident, Dick Cheney, meddelte i et tv-interview den 29. november 2001 at man mente, at Osama bin Laden befandt sig i Tora Bora-området og var ledsaget af en større gruppe af loyale krigere. Gary Berntsen, der ledede CIA's operation i Panjshirdalen, indsatte en grupper specialstyrker til at samarbejde med lokale afghanske stammemilitser omkring Jalalabad, som havde rejst sig i oprør mod Taliban-styret. Amerikanerne besteg bjergene sammen med de lokale militser, som var bekendt med terrænet. Efter et par dages klatring nåede amerikanerne og de afghanske militser træningslejren ved Tora Bora, hvor de observerede hundredvis af Al-Qaeda-krigere.

## Slaget
I slutningen af 2001 var Al-Qaeda-krigerne stadig til stede i bjergene omkring Tora Bora-regionen. Amerikanerne indledte luftbombardementer mod Al-Qaedas træningslejr i området. Som en del af disse bombardementer blev der også anvendt store BLU-82 bomber, som har fået øgenavnet "daisy cutters" på grund af deres kraftfulde eksplosioner.
Tolv britiske SBS-kommandoer (Special Boat Service) og en specialist fra det britiske Royal Signals, tilhørende 63 Signals squadron (nu kendt som 18 [UKSF] Signal Regiment), sluttede sig til de amerikanske specialstyrker i angrebet på hulekomplekset ved Tora Bora. Specialstyrker fra det tyske KSK (Kommando Spezialkräfte) deltog også i kampen. Deres hovedopgave var angiveligt at beskytte flankerne i bjergene og udføre rekognosceringsmissioner.
Den 30. november 2001 sluttede en gruppe amerikanske specialstyrker, soldater fra Joint Special Operations Command og en enhed af CIA-agenter, under kodenavnet "Jawbreaker", sig til de afghanske stammemilitser og påbegyndte de første luftangreb mod Al-Qaeda.
Den 1. december bad Gary Berntsen general Tommy Franks om at sende en bataljon på 800 elitesoldater fra "United States Army Rangers" til Tora Bora. Berntsens plan var, at disse Ranger-soldater skulle blokere passagerne, der førte ind i Pakistan for at forhindre Osama bin Laden og Al-Qaedas ledere i at undslippe. Desværre blev Berntsens anmodning afvist af Tommy Franks, der på det tidspunkt var ansvarlig for den samlede amerikanske indsats i Afghanistan. Dette irriterede Berntsen meget, og han hævdede senere, at beslutningen om at overlade missionen til de afghanske militser i stedet for at indsætte Ranger-elitesoldaterne gjorde det muligt for bin Laden at undslippe.
Den 3. december begyndte Hazrat Ali, en af lederne af de afghanske militsgrupper, angrebet mod Al-Qaeda's træningslejr i Tora Bora. Desværre havde Hazrat Ali ikke ordenligt kommunikeret angrebsplanen til de andre militsledere, hvilket resulterede i, at mange af de afghanske militskrigere ikke var tilstrækkeligt forberedte ved angrebets start. Dog lykkedes det de afghanske krigere den 5. december at erobre kontrollen over det lavtliggende terræn omkring bjerggrotterne. Med hjælp fra Jawbreaker-teamet og specialstyrkerne, der var udstyret med laserdisignatorer, blev luftvåbnets bombefly tilkaldt for at angribe målene. I de næste 72 timer bombede amerikanerne Al-Qaeda's positioner uden ophør, herunder brugen af bomber styret af laserdisignatorer.
De afghanske militser viste sig ikke særligt motiverede og deltog kun halvhjertet i kampen. En af årsagerne var, at Al-Qaeda-medlemmerne blev betragtet som muslimer på samme måde som dem selv. Desuden blev slaget udkæmpet under ramadanen, hvor afghanerne skulle faste indtil solnedgang. Når det så blev mørkt, rejste afghanerne ned af bjerget igen for at spise middag med deres familier. Der var også en stærk gensidig mistillid mellem de afghanske militsledere, Hazrat Ali og Mohammed Zaman. Det var ikke ualmindeligt, at Hazrat Alis og Mohammed Zamans militser faktisk skød på hinanden i stedet for at fokusere på kampen mod Al-Qaeda. Dette fjendskab mellem de afghanske militsgrupper var en dårlig indikation for et positivt resultat i kampen mod Al-Qaeda, der fremstod mere sammenhængende som en enhed i deres kamp.
Al-Qaeda-krigerne trak sig tilbage og etablerede defensive stillinger. Den 8. december ankom et hold af elite Delta Force-soldater, som på det tidspunkt ledtes af Dalton Fury. Delta-Force-soldaterne havde iført sig traditionelle klædedragter, og ladet deres skæg gro busket så de lignede de lokale afghanske militskrigere. De bar også de samme våben som afghanerne.
Amerikanerne fik fat i en radio, som de havde taget fra en død Al-Qaeda kriger. Dette gjorde det muligt for dem at aflytte Al-Qaeda-krigernes kommunikation, hvor de også hørte Osama bin Ladens egen stemme. Ifølge Dalton Fury, der senere berettede om det, var der "ingen tvivl" om, at det var Osama bin Ladens stemme de hørte i den anden ende af radioen. En CIA-agent ved navn Jalal, der havde studeret bin Ladens stemme i syv år, var også til stede og bekræftede det uden nogen tvivl.
To britiske SBS- kommandoer blev integreret med Delta Force-styrkerne, og en af dem ville senere fortsætte med at arbejde for Joint Special Operation Command, dog i et mere begrænset omfang. Når det blev mørkt, tændte Al-Qaeda-krigerne ild, hvilket afslørede deres position og gjorde det muligt at angribe dem fra luften ved hjælp af våben, der blev styret af laserdisignatorer.
De afghanske militser forsatte deres fremrykning gennem det vanskelige terræn, støttet af luftangreb fra amerikanske og britiske specialstyrker.
Den 9. december bombede amerikanerne bunkeren, hvor man mente, at bin Laden skjulte sig. Desværre havde bin Laden allerede forladt stedet dagen før. Ifølge journalisten Peter Bergen havde bin Laden haft en fornemmelse af fare, da han drømte om en skorpion, der kravlede ned i en af de skyttegrave hans mænd havde gravet til ham. På den måde undslap han døden med nød og næppe.
Den 10. december opfangede Delta Force radiokommunikation, der antydede, at Osama bin Laden forsøgte at undslippe og bryde gennem den belejrede linje. Senere samme dag påstod en gruppe afghanske soldater, at de havde set bin Laden og havde omringet ham. Om aftenen opfangede Delta Force yderligere kommunikation, der viste, at bin Laden befandt sig mindre end 10 kilometer væk. Desværre kunne Delta Force ikke handle på disse oplysninger, da de allerede var optaget af en skudkamp med en anden gruppe Al-Qaeda-krigere, og deres afghanske allierede var allerede vendt ned ad bjerget for at bryde deres faste og overholde Ramadan. Dalton Fury udtrykte senere at han dybt fortrød at det ikke var lykkedes at udnytte denne mulighed, og han opfattede det som et personlig svigt af sit fædreland, da det havde mest brug for ham.
Den 12. december besluttede Al-Qaeda krigerne, som var ved at tabe slaget, at indgå en våbenhvile med en af de afghanske militsledere. Våbenhvilen blev oprindeligt hævdet at være til formål at lade Al-Qaeda krigerne overgive deres våben til afghanerne. Men i retrospekt, er der nu mange kritikere, der mener, at det faktisk var et trick, som Al-Qaeda brugte til at lade flere af deres ledere, herunder Osama bin Laden, slippe væk.
Gary Berntsen blev vred, da han hørte om våbenhvilen. Han havde ingen tillid til Al-Qaeda-krigerne, og var mistænksom over for deres påståede hensigter om at overgive sig. Han greb telefonen og råbte, "Ingen våbenhvile! Ingen forhandlinger! Vi fortsætter vores luftangreb!" Dalton Fury har også fortalt, at amerikanerne kun delvist overholdt våbenhvilen. De bombede endda Al-Qaeda kl. 5 om morgenen, tre timer før våbenhvilen skulle udløbe. En amerikansk pilot protesterede våbenhvilen ved at tegne et stort "8" i himlen, efterfulgt af ordet "ON".
Kampene brød ud igen den 13. december. Muligvis fordi, at en lille gruppe Al-Qaeda-krigere forsøgte at forsinke fjendens fremrykning, så resten af dem kunne undslippe til Pakistans stammeområder. De afghanske militser, støttet af amerikanske luftangreb, angreb på ny Al-Qaedas befæstede positioner i grotterne og bunkerne i området.
Amerikanerne intensiverede deres fokus på Tora Bora-området. De afghanske militser, der nu talte 2000 krigere, fortsatte deres fremrykning. Men fremrykningen skred stadig ekstremt langsomt, da afghanerne forlod bjerget hver nat for at bryde deres faste, hvilket gjorde, at de få amerikanske tropper, der stod alene mod Al-Qaeda, mistede det territorium, de havde erobret i løbet af dagen. Først den 14. december formåede amerikanerne endelig at overbevise Hazrat Ali om at fortsætte fremrykningen, selv efter mørkets frembrud. Men på dette tidspunkt var alt for meget tid allerede spildt, hvilket gjorde det muligt for Al-Qaedas ledelse at slippe væk og flygte ind i Pakistan.
Ifølge den mest udbredte historie, menes det, at Osama bin Laden undslap fra Tora Bora den 15. december. I takt med at situationen blev mere og mere vanskelig for Al-Qaedas krigere, og fordi de var ved at løbe tør for mad og forsyninger, bevægede to grupper af Al-Qaeda krigere sig ned af bjergenes sydlige skråninger mod Pakistan. Der bestak de de lokale stammer i området for at undgå de pakistanske grænsestyrker og krydse grænsen uden at blive opdaget. Historikeren Carter Malkasian har spekuleret i, at Osama bin Laden muligvis undslap med en af disse to grupper.
Der er også andre teorier om, hvordan bin Laden undslap fra Tora Bora. Ifølge Peter Bergen undslap han allerede den 12. december i forbindelse med den våbenhvile der var blevet forhandlet samme dag. Peter Bergen hævder, at bin Laden udnyttede våbenhvilen til at slippe afsted om natten. Han tog til Jalalabad og overnattede hos en af sine allierede der. Den følgende dag red han mod nord på hesteryg i retning mod de skovklædte bjergområder i Konar-provinsen. Derefter forsvandt han til et sted, der var så afsides og ukendt, at det ikke var markeret på nogen kort.
Ved at lade bin Laden undslippe fra Tora Bora gik amerikanerne glip af deres bedste mulighed for at fange Al-Qaeda-lederen i løbet af det første år af krigen mod terror.
Den 17. december 2001 erobrede amerikanerne og dets allierede de sidste hulekomplekser og besejrede de krigere, der forsvarede dem. Nogle af de mest intense kampe fandt sted i disse sidste dage, da de mest dedikerede Al-Qaeda krigere blev tilbage i hulerne for at dække deres kammerater og skabe tid til, at Al-Qaedas lederskab kunne undslippe. Omkring 60 Al-Qaeda krigere blev taget til fange og vist frem for internationale medier. De så tynde og udmattede ud og lignede slet ikke de frygtindgydende krigere, mange havde forstillet sig. Amerikanerne fortsatte med at undersøge hulerne indtil januar, men fandt hverken bin Laden eller Al-Qaedas ledere. Den tidligere CIA-officer, Gary Berntsen, havde ledt CIA-teamet i bestræbelserne på at spore bin Laden. Han mente, at bin Laden kunne være blevet fanget under slaget, hvis amerikanerne havde sendt flere tropper tidligt i kampene.

## Efterspillet
Efterhånden som det blev klart, at bin Laden havde formået at undslippe fra Tora Bora, begyndte der straks at opstå interne skænderier blandt myndighederne i Washington. Præsident George Bush gav CIA skylden for at have fejlet i operationen, selvom den CIA-analytiker, der havde informeret præsidenten, Michael Morell, slet ikke havde været involveret i Tora Bora-operationen. Det blev anset som pinligt at bin Laden var sluppet væk, hvilket fik den amerikanske regering til ligefrem at benægte offentligt, at der var nogen beviser for, at bin Laden nogensinde havde været til stede i Tora Bora. Ikke desto mindre blev det behandlet som en åbenlys hemmelighed, at alle vidste, hvad der faktisk var sket, og flere højtstående medlemmer, herunder Tommy Franks, der ledte den amerikanske indsats i Afghanistan, fortsatte med at tale åbent om begivenheden.
Selvom fiaskoen ved Tora Bora blev kraftigt fremhævet, var Al-Qaeda faktisk blevet betydeligt svækket som følge af den amerikanske kampagne i Afghanistan, og antallet af deres medlemmer var blevet reduceret. En af bin Ladens nærmeste tilhængere, Abu Musab al-Suri, skønnede at ud af de 1900 Al-Qaeda-krigere, der befandt sig i Afghanistan i 2001, var 1600 enten blevet dræbt eller taget til fange. De tilbageværende medlemmer var spredt rundt i forskellige lande, nogle var flygtet til Pakistan, andre til Iran eller andre fjerne steder. Rygter begyndte at cirkulere om bin Ladens opholdssted og hans tilstand. Den daværende pakistanske præsident, Pervez Musharraf, fortalte CNN i januar 2001, at han mente, at bin Laden nok var død. Han påpegede, at bin Laden havde lidt af en nyresygdom i lang tid, og det var usandsynligt, at han stadig var i live og modtog behandling for det.
Men rygterne om bin Ladens død viste sig at være stærkt overdrevne, og det blev særligt klart, da Ahmad Zaidan, der var Pakistan-korrespondent for den qatarske nyhedsstation, Al-Jazeera, modtog en kassettebånd den 12. november 2002, hvor han hørte bin Ladens stemme. Zaidan havde tidligere interviewet bin Laden før terrorangrebene og var ikke i tvivl om, at det var Osama bin Laden på båndet. Som bevis for, at det var en nyere optagelse, blev der refereret til begivenheder, der nylig var sket, såsom terrorangrebet på Bali i Indonesien i oktober 2002. Båndet blev delt på Al-Jazeeras nyhedsstation og fik efterfølgende stor omtale i de internationale medier. Denne uvelkomne nyhed gav nyt liv til Al-Qaeda og den jihadistiske bevægelse.
Den 29. oktober 2004 kom også et videobånd af Osama bin Laden frem. På dette bånd præsenterede bin Laden et meget anderledes image end på tidligere optagelser. I stedet for sin militante jakke og AK-47 var han iført traditionelle saudiarabiske klæder og talte roligt ved et pænt bord. Bin Laden tog ansvaret for angrebet den 11. september og gjorde nar af amerikanerne på båndet. Han kritiserede den amerikanske indblanding i muslimske lande og fortalte de amerikanske borgere, at deres ledere ikke kunne beskytte dem. I stedet sagde bin Laden, at det var op til amerikanerne at overbevise deres ledere om at stoppe deres indblanding og krigsførelse, og hvis det skete, antydede han, at Al-Qaeda ville stoppe deres angreb som gensidig gestus. Bin Laden opholdt sig på dette tidspunkt i Haripur i det nordlige Pakistan.
Dette videobånd blev offentliggjort på et meget uheldigt tidspunkt for præsident George Bush. Det skete kun fire dage før det amerikanske præsidentvalg i 2004, og demokraterne, som var politiske modstandere af præsidentens republikanske parti, rettede straks skarp kritik mod præsidenten for ikke at have formået at fange bin Laden eller udrydde terroristerne. George Bush svarede igen på disse ved at kritisere demokraterne for at forsøge at politisere sagen, mens landet stod over for trusler udefra fra fjender, der ønskede at skade Amerika. George Bush endte med at vinde valget med en snæver sejr.
I 2005 valgte Osama bin Laden så at bosætte sig i byen Abbottabad, der ligger i Orash-dalen i Khyber Pakhtunkhwa-provinsen i Pakistan. Der boede han i et hus sammen med sin familie, der inkluderede fem koner og 24 børn, indtil amerikanske Navy Seal-soldater stormede huset den 2. maj 2011 og dræbte ham.
Bin Ladens flugt fra Tora Bora har fået massiv kritik i årene efter. Mange mener, at der ikke blev gjort tilstrækkeligt for at fange ham, selvom man vidste, at han opholdt sig i hulerne. En af de mest kritiske røster er Gary Berntsen, der var ansvarlig for at spore bin Laden på det tidspunkt. I 2005 udgav Berntsen en bog med titlen "Jawbreaker: The Attack on Bin Laden and Al-Qaeda: A Personal Account by the CIA's Key Field Commander", som CIA forsøgte at forhindre i at blive udgivet. I bogen beskriver Berntsen, hvordan hans gentagne anmodninger om flere tropper til Tora Bora blev afvist af militærledelsen og den amerikanske regering. Det var ikke fordi der manglede tropper, faktisk var der tusindvis af tropper til rådighed på en luftbase i Usbekistan, der ikke blev sendt ind. Derudover var både 15. og 26. marineenhederne i nærheden ved Kandahar i det sydlige Afghanistan, og kunne uden problemer have deltaget i missionen.
Når militærledelsen afviste anmodningerne om flere tropper skyldtes det, ifølge Tommy Franks, en frygt for at gentage Sovjetunionens fejl og blive opfattet som en besættelsesmagt. Den strategi, der blev anvendt, var at lade de afghanske krigherrere gøre størstedelen af arbejdet, mens USA kun støttede dem med luftangreb og små grupper specialstyrker. Denne strategi havde hidtil vist sig at være meget effektiv - Taliban blev fordrevet fra hovedstaden Kabul på blot få uger, og samtidig med kampene ved Tora Bora blev den sydlige by Kandahar indtaget med minimal modstand. Journalisten Peter Bergen har påpejet, at den amerikanske tilstedeværelse ved Tora Bora var så minimal på det tidspunkt, hvor bin Laden undslap, at der faktisk var flere journalister til stede i bjergene end vestlige tropper.
Et andet kritikpunkt er, at det amerikanske militær undlod at indsætte specialstyrker for at blokere den pakistanske grænse og forhindre Al-Qaedas flugtrute. Gary Berntsen havde anmodet om 800 tropper fra 75. Ranger Regiment, bedre kendt som "United States Army Rangers", for at blokere den pakistanske grænse. Men den amerikanske regering afviste også dette og argumenterede, at det ikke var nødvendigt, da pakistanerne jo vogtede grænsen og ville arrestere bin Laden, hvis han forsøgte at flygte ind i landet. Men i virkeligheden var det stik modsatte tilfældet: På det tidspunkt var pakistanerne travlt optaget af en anden konflikt. Samtidig med kampene i Tora Bora havde en gruppe pakistanske militser nemlig angrebet det indiske parlament, hvilket fik Indien til at mobilisere deres tropper. Pakistanerne mobiliserede også deres egne tropper i forventning om en potentiel krig mod Indien. Dette betød i praksis, at når Al-Qaedas krigere flygtede ind i Pakistan, stod grænsen nærmest vidt åben.
Men der er også dem, der har påpeget, at det kan diskuteres, om amerikanerne overhovedet ville have været i stand til at afskære flugtruten ved Tora Bora, selv hvis militærledelsen havde sendt flere tropper. Carter Malkasian har argumenteret for, at bin Laden altid ville have haft en god chance for at undslippe, og at det vanskelige terræn i området ville have gjort en udfordring for amerikanerne, selv med en større indsats. Han påpeger, at selv under de mange angreb, amerikanerne gennemførte mod Taliban styrker i bjergene i de følgende år, ramte de ofte ved siden af deres mål. Han påpeger også, at slaget fandt sted om vinteren, hvor bjergene var dækket af sne og svære at navigere i. Peter Bergen anerkender også, at det vanskelige terræn naturligvis gjorde en udfordring, men minder også om, at det ikke er nogen undskyldning for ikke engang at forsøge med en større indsats. Ifølge Peter Bergen vil fremtidens historikere næppe se med mildhed på den amerikanske regerings beslutning om ikke at indsætte flere tropper.